# Musaranya de dents grosses
La musaranya de dents grosses (Sorex macrodon) és una espècie de musaranya del gènere Sorex. És endèmica del sud de Mèxic, on viu a altituds d'entre 1.200 i 2.600 msnm.